# Prize-Indemnity-Versicherung
Eine Prize-Indemnity-Versicherung (englisch Prize Indemnity Insurance) deckt den Vermögensschaden (Indemnity = Entschädigung), der für den Versicherungsnehmer entsteht, wenn aufgrund eines bestimmten Ereignisses Einnahmen nicht erfolgen oder vertraglich vereinbarte Zahlungen zu leisten sind (Prize = Preis).
Mit einer solchen Versicherung können beispielsweise hohe Preise in ausgelobten Gewinnspielen abgesichert werden. Ein Anwendungsfall ist die „Hole-in-one-Versicherung“.